# کمودور مکس ماشین
کمودور مکس ماشین (به انگلیسی: Commodore MAX Machine)، (به آلمانی: VC-10) یک کامپیوتر خانگی بود که توسط شرکت کمودور اینترنشنال در ژاپن طراحی و عرضه شد. این کامپیوتر در اوایل سال ۱۹۸۲ تولید شد و پیش درآمدی برای ظهور کامپیوتر محبوب کمودور ۶۴ بود. دفترچه راهنمای کمودور ۶۴ ضمن اشاره به این کامپیوتر اذعان کرد که شرکت کمودور قصد عرضه بین‌المللی این محصول را داشته، با این حال مشخص نیست که این کامپیوتر در خارج از ژاپن هم به فروش رفته باشد. همین امر باعث شده تا این کامپیوتر، یک محصول نایاب باشد.
نرم‌افزارهای این سیستم از طریق درگاه کارتریج بارگذاری می‌شد، ضمن اینکه این کامپیوتر دارای یک صفحه کلید پرده‌ای، ۲ کیلوبایت حافظه رم داخلی و ۰٫۵ کیلوبایت حافظه رنگ (۱۰۲۴*۴ بیت) بود. این سیستم از تلویزیون‌های معمولی به عنوان نمایشگر استفاده می‌کرد. تراشه‌های به کار رفته در این کامپیوتر مشابه تراشه‌های به کار رفته در کمودور ۶۴ می‌باشد (سی پی یو ۶۵۱۰ و تراشه SID صوتی). ساختار سازگار رام کارتریج این سیستم باعث می‌شد که کارتریج‌های این کامپیوتر بر روی کمودور ۶۴ نیز کار کند. حالت سازگاری کامپیوتر «مکس ماشین» در کمودور ۶۴ بعد از مدتی باعث استفاده از کارتریج‌های «فریز کننده» (مانند کارتریج معروف اکشن ریپلی) شد که به کاربر اجازه می‌داد تا بر روی برنامهٔ در حال اجرای داخل سیستم، کنترل داشته باشد. کاربر می‌توانست از نوار کاست و گرداننده آن به عنوان یک محل برای ذخیره‌سازی اطلاعات خود استفاده کند، اما به دلیل عدم وجود درگاه سریال، امکان اضافه کردن لوازم جانبی از قبیل مودم، چاپگر یا گرداننده فلاپی دیسک به این دستگاه امکان‌پذیر نبود.

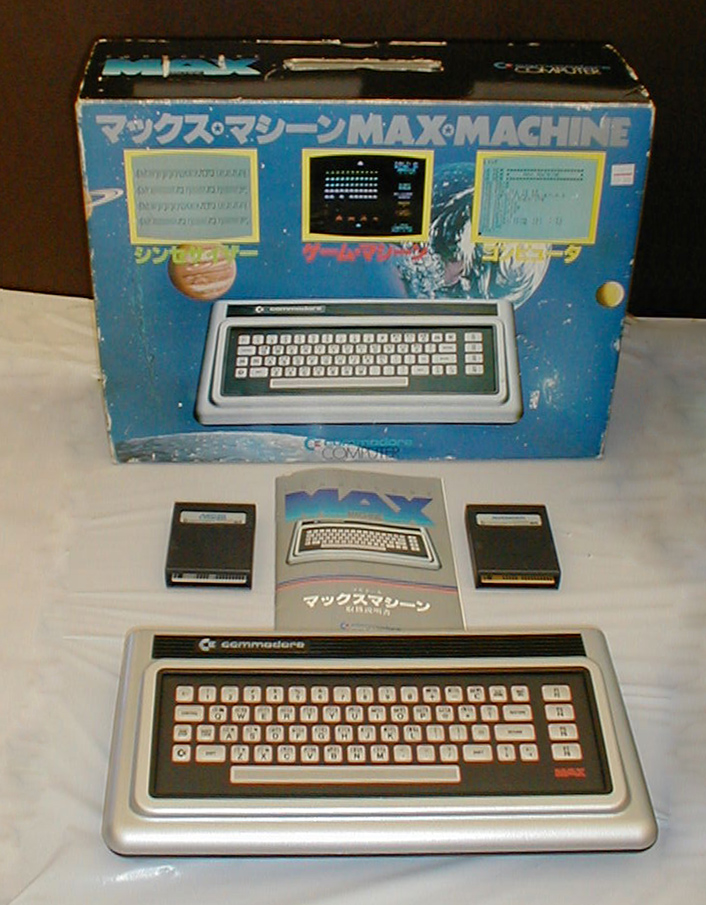
بسته‌بندی و ملحقات کمودور مکس ماشین

قرار بود این محصول با قیمتی حدود ۲۰۰ دلار در سطح بین‌المللی عرضه شود. با وجود این که این کامپیوتر دارای گرافیک و صوت بهتری نسبت به «کمودور وی آی سی-۲۰» بود، اما قابلیت‌های بیشتر VIC-20 (از جمله قابلیت گسترش و اتصال لوازم جانبی، قیمت یکسان، صفحه کلید مرغوب تر و آرشیو بزرگ نرم‌افزار و بازی) باعث شده بود تا VIC-20 بین کاربران جذابیت بیشتری داشته باشد.
برخلاف کمودور ۶۴، کامپیوتر «مکس ماشین» هرگز فروش خوبی نداشت و در نهایت، به سرعت و در اواخر همان سال (۱۹۸۲) تولید آن متوقف شد.